# Church Village
Church Village (en gallois Pentre'r Eglwys), est un village du Rhondda Cynon Taf au Pays de Galles. 